# 도이체 방크 호흐하우스
도이체 방크 호흐하우스(독일어: Deutsche Bank Hochhaus) 또는 도이체 방크 트윈 타워(영어: Deutsche Bank Twin Towers)는 독일 프랑크푸르트에 있는 초고층 건물로, 도이체 방크의 본사가 있다.

## 같이 보기
- 독일의 마천루 목록